# Террес
Террес (італ. Terres) — колишній муніципалітет в Італії, у регіоні Трентіно-Альто-Адідже,  провінція Тренто. З 1 січня 2016 року Террес є частиною новоствореного муніципалітету Конта.
Террес розташований на відстані близько 510 км на північ від Рима, 29 км на північ від Тренто.
Населення — 320 осіб (2014).
Щорічний фестиваль відбувається 11 травня. Покровитель — Филип.

## Демографія
Населення за роками:

Станом на 31 грудня 2014 року в муніципалітеті офіційно проживало 18 іноземців з 7 країн, серед них 7 громадян країн Євросоюзу та 2 громадяни України.

## Сусідні муніципалітети
- Флавон
- Нанно
- Туенно